# Diario de León
El Diario de León es el decano de la prensa leonesa y el periódico más vendido en el conjunto de la provincia, con su propia editorial. Aunque ha pasado por diversos dueños, el actual (desde mediados del 2007) es el presidente del grupo Begar, el leonés José Luis Ulibarri, dueño también del 50% de la sociedad Radio Televisión de Castilla y León. La redacción se halla ubicada en la Carretera León-Astorga, km 4,5 de la localidad de Trobajo del Camino. 

## Características
El Diario de León muestra una importante dedicación a las noticias de la provincia, contando con delegaciones en las ciudades más importantes de la misma y una redacción en Ponferrada. Los datos que ofreció la OJD correspondientes a 2008, indican una tirada media de 17.530 ejemplares diarios con una difusión media de 15.269 ejemplares, mientras que los datos de 2015 indicaban una tirada media de 12.914 ejemplares y una difusión de 11.043, lo que significa un descenso del 26,33% en tirada y del 27,33% en difusión. Los datos de octubre de 2016 indican que el Diario de León tiene 11.074 ejemplares de tirada y 9.915 vendidos de media.   El periódico dispone también de una edición digital que en el mes de abril de 2009 contabilizó un total 544.938 visitas y en septiembre de 2016 un total de 729.875 navegadores únicos.

## Historia
El Diario de León fue fundado en 1906 en la ciudad de León, lo que actualmente lo convierte en el más antiguo de la provincia. 
En 1984 la empresa propietaria del Diario de León acudió a la subasta de La Hora Leonesa y lo adquirió, aunque decidió proceder a su cierre. Con ello se libró de su principal competidor. A mediados de la década de 1980, acogió los primeros trabajos profesionales del dibujante leonés Miguel Ángel Martín. Tenía una edición especial para la comarca de El Bierzo, que dejó de existir en enero de 2010 por decisión empresarial. El periódico argumentó motivos técnicos.

## Galardones
- Medalla de oro de la provincia[6]
- Medalla de Oro de la ciudad de León
- Medalla de Oro de las Cortes de Castilla y León
- Premio Nacional al Fomento de la Lectura.